# Monumento La Gaitana
Monumento La Gaitana en homenaje a la cacica Guaitipán, conocida así en la cultura ancestral, es una obra pública construida en bronce y acero. Es icono turístico y representativo del departamento del Huila, ubicado en la Avenida Circunvalación o malecón del río Magdalena en la ciudad de Neiva en Colombia.

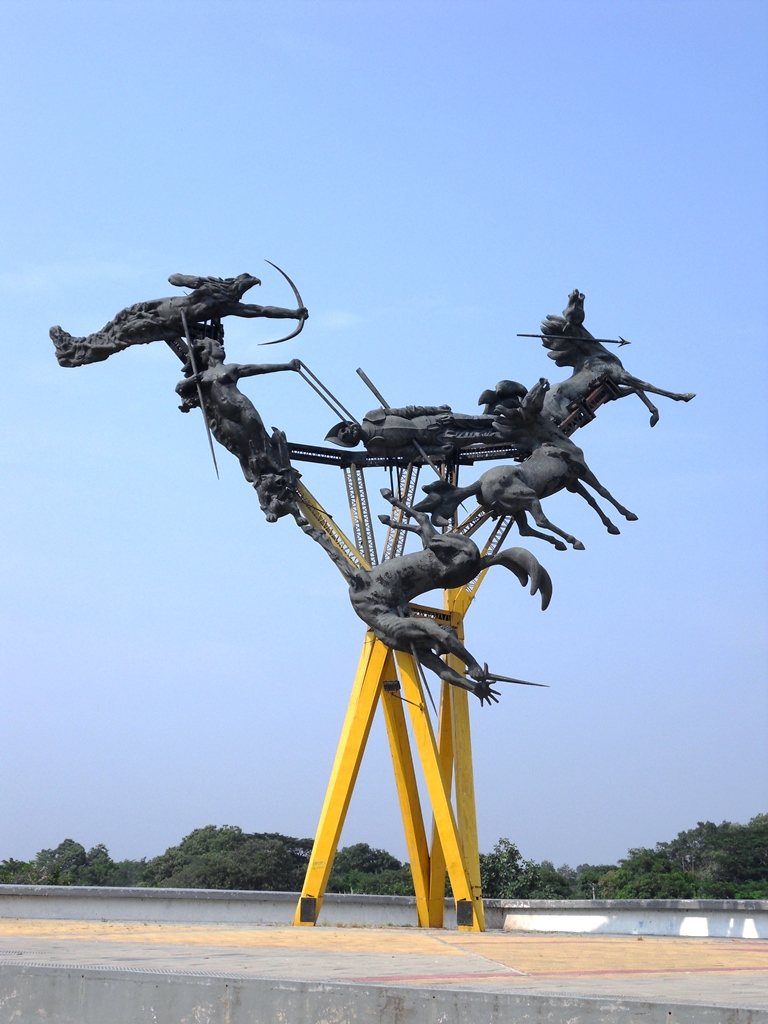
Monumento La Gaitana

La obra figurativa de estilo realista está compuesta con personajes (humanos, animales e híbridos), fue realizada por el maestro Rodrigo Arenas Betancourt, tiene 12 de altura por 30 metros de ancho, inaugurada en el año de 1974 durante el gobierno de Misael Pastrana Borrero.

## Significado
El monumento representa la lucha bravía, valentía de una raza, como reacción al abuso y al ataque violento de los conquistadores españoles, quienes para la época de su llegada fueron sometidos, destruyeron sin piedad su cultura, su entorno social, y sus familias. La obra monumental representa la venganza y muerte de Pedro Pascal, funge como símbolo de resistencia y triunfo sobre el oprobio del ejército español.
La Gaitana fue una indígena que vivió en el siglo XVI en la región sur del Huila, lo que hoy es el municipio de Timaná y es considerada como heroína, líder de su pueblo, y madre que presenció impotente como el conquistador Pedro Añasco y su ejército quemaron vivo a su hijo el cacique Timanco. El crimen desató la ira, venganza y rebelión de su tribu, que se sublevaron y frenaron los sucesivos hechos de barbarie que los españoles venían cometiendo.

## Mantenimientos
El monumento ha tenido varios mantenimientos a lo largo de su historia, se destaca los realizados por el escultor Emiro Garzón en 2019 donde se reforzaron soldaduras, pintaron la estructura metálica, y restauró la pátina de bronce de los personajes de la pieza artística.  
- Datos: Q115799058

1. ↑  «La Gaitana Monumento de Neiva, Huila | Turismo en Neiva | Sitios Turísticos de Colombia | Viajar por Colombia». Colombia. 7 de mayo de 2018. Consultado el 8 de agosto de 2022.
2. ↑  MONUMENTO LA GAITANA - AV CIRCUNVALAR EN NEIVA, HUILA, COLOMBIA., consultado el 8 de agosto de 2022.
3. ↑  Recooriendo Neiva I Monumento a La Gaitana, consultado el 8 de agosto de 2022.
4. ↑  Vega, María (17 de mayo de 2011). «Neiva Huila Colombia: MONUMENTO A LA GAITANA NEIVA HUILA COLOMBIA». Neiva Huila Colombia. Consultado el 8 de agosto de 2022.
5. ↑  Nast, Condé (25 de febrero de 2022). «Estos monumentos en Latinoamérica son dedicados a la mujer». Architectural Digest. Consultado el 8 de agosto de 2022.
6. ↑  Salazar, Sebastián (24 de mayo de 2022). «La historia de Neiva en imágenes • La Nación». Consultado el 8 de agosto de 2022.
7. ↑  Fernando Charry. «Monumento de la Gaitana en Neiva despierta orgullo en "opitas"». Opanoticias. Consultado el 9 de agosto de 2022.
8. ↑  Garcés Quiacha, Zaid (2009). Neiva, ciudad histórica y cultural. Gobernación del Huila, Secretaría de Cultura y Turismo, Fondo de Autores Huilenses. ISBN 978-958-98822-6-9. OCLC 466345015. Consultado el 8 de agosto de 2022.
9. ↑  Región, La Voz de la (24 de noviembre de 2021). «Monumento La Gaitana de Neiva está siendo recuperado y restaurado». La Voz de la Región. Consultado el 8 de agosto de 2022.
10. ↑  Jornada de Embellecimiento Monumento la Gaitana, consultado el 8 de agosto de 2022.